# 가노세정
가노세정(鹿瀬町)은 니가타현 히가시칸바라군에 설치되었던 정이다. 2005년 4월 1일, 쓰가와정, 가미카와촌, 미카와촌이 합병해 아가정이 성립해 소멸했다.

## 역사
- 1955년 4월 1일 - 료카노세촌, 도요미촌, 히데야촌이 합병해 가미타니촌이 성립하였다.
- 1956년 1월 1일- 정으로 승격해 가미타니정이 되었다.
  - 1월 10일 - 가노세정으로 개칭되었다.
- 2005년 4월 1일, 쓰가와정, 가미카와촌, 미카와촌과 합병해 아가정이 되어 소멸했다.

## 교통

### 철도
- 동일본 여객철도 반에쓰사이선

### 도로
- 반에쓰 자동차도
- 국도 459호선